# Seaside Festival
Das Seaside Festival ist ein seit 2017 jährlich stattfindendes Schweizer Musikfestival in Spiez im Kanton Bern. Das Festival findet am Ufer des Thunersees beim Schloss Spiez statt. Es treten internationale und nationale Künstler auf.

## Geschichte
Das Festival wurde erstmals am 25. und 26. August 2017 durchgeführt. Schon bei der Premiere waren 19'000 Zuschauer dabei. Ziel der Veranstalter war es, ein Musikfestival vor sehenswerter Naturkulisse zu etablieren. Dazu tragen die Nähe zum Wasser und das Bergpanorama bei. Seit seiner Gründung hat sich das Festival zu einem festen Bestandteil des Schweizer Festivalsommers entwickelt.

## Line-ups nach Jahr
| Jahr | Datum           | Hauptacts                                                   |
| ---- | --------------- | ----------------------------------------------------------- |
| 2017 | 25.–26. August  | Emeli Sandé, Rea Garvey, Status Quo, Züri West              |
| 2018 | 24.–25. August  | Amy Macdonald, Anastacia, Stefanie Heinzmann, Seven         |
| 2019 | 23.–24. August  | Herbert Grönemeyer, Mark Forster, Bonnie Tyler, Kodaline    |
| 2021 | 3.–4. September | Peter Maffay, Patent Ochsner, Hecht                         |
| 2022 | 26.–27. August  | Toto, George Ezra, Lo & Leduc                               |
| 2023 | 25.–26. August  | Die Fantastischen Vier, Wincent Weiss, Jan Delay            |
| 2024 | 30.–31. August  | James Blunt, Scooter, Tokio Hotel, The Kooks                |
| 2025 | 29.–30. August  | Sido, Samu Haber, Lea, Nemo, Gianna Nannini, Patent Ochsner |

## Gelände
Das Festivalgelände befindet sich in der Bucht in Spiez. Neben der Hauptbühne gibt es kleinere Bühnen wie die Campfire Stage oder DJ-Areas.